# Colom imperial del Pacífic
El colom imperial del Pacífic (Ducula pacifica) és una espècie d'ocell de la família dels colúmbids (Columbidae) que habita zones boscoses des d'algunes illes properes al nord de Nova Guinea, cap a l'est, a través dels arxipèlags Bismarck, Louisiade, Salomó, Vanuatu, Phoenix, Cook, Samoa, Tonga i Niue.